# Annatiara
Annatiara is een geslacht van neteldieren uit de  familie van de Pandeidae.

## Soort
- Annatiara affinis (Hartlaub, 1914)